# Annie Ernaux
Annie Ernaux (født 1. september 1940 i Lillebonne, Normandiet) er en fransk forfatter og professor i litteratur.
Annie Ernaux har udgivet omkring en snes romaner på fransk, hvoraf flere har været grundlag for dramaer og film. Kritikken af hendes værker var blandet i de første år af hendes forfatterskab, men efter udgivelsen af Les années (Årene) i 2008 har den været overvejende positiv og skaffet hende en række hædersbevisninger. Hun regnes som forbillede for flere yngre franske forfattare som Didier Eribon og Édouard Louis.
Hun blev tildelt Nobelprisen i litteratur i 2022, fordi hun "konsekvent og fra forskellige vinkler udforsker et liv præget af stærke forskelle med hensyn til køn, sprog og klasse".

## Liv og gerning
Annie Ernaux voksede op i den lille by Yvetot i Normandiet, hvor hendes forældre med arbejderklassebaggrund havde startet en café og en butik. Hun blev sat i en kristen privatskole og klarede sig godt i skolen. Hun studerede så moderne litteratur ved universiteterne i Rouen og Bordeaux. Efter afsluttede studier underviste hun i litteratur i folkeskoler og gymnasier. Hun blev gift i 1964 og har to børn. Som forfatter debuterede hun i 1974 med Les armoires vides.

### Stil
Det meste af Ernaux´ forfatterskab omfatter selvbiografiske romaner med fokus på social mobilitet og identitet. Hendes stil præges af "blandingen af sociologi, historie og minder i et afskallet sprog fri fra egne følelser, selv om her findes et jeg"  Denne stil beskrives af hende selv som "écriture plate", en variant af "écriture blanche", som er et begreb, som lanceredes af forfatteren og filosoffen Roland Barthes i 1953 og karakteriseres af minimalisme og neutralitet. Hun beskriver på samme tid en individuel oplevelse af omverdenen og en erfaring, som kan deles af alle.

### Politisk engagement
I en interview betegner hun sig selv som en "politisk forfatter". I sit hjemland har hun taget politisk stilling ved at blandt andet støtte socialistpartiets kandidat i præsidentvalget 2012, underskrive protester mod demonstrationsforbuddet under undtagelsestilstanden efter attentatet i Paris 2015 og støtte protestbevægelsen De gule veste 2018. Hun har også tilkendegivet sin støtte for den fransk-algeriske Houria Bouteldja, en frontfigur for Parti des indigènes de la République (PIR), et parti som definerer sig som antiracistisk og dekolonialt, men af andre bliver opfattet som antifeministisk, antisemitisk og homofobisk.

### Værker
Ernaux vandt Prix Renaudot 1984 for sin bog Min far, en selvbiografisk beretning som fokuserer på forholdet til faderen, erfaringerne fra at vokse op i en lille by i Frankrig, at blive voksen og forlade sin hjemegn. Klasserejsen tager sin begyndelse med studierne og lærereksamen. Begge forældre beskrives som kulturintresserede og med stærkt selvplejeideal.
Kvinden kredser omkring moderens liv som selvstændig kvinde, hendes aldring, angreb af Alzheimer og død.
Sindenes tid er en kort roman, som skildrer et intensivt passioneret forhold med en gift mand.
Skammen skildrer et familietrauma, hvor faderen under et vredesudbrud forsøgte at dræbe moderen. Samtidig beskrives opvæksten i den lille hjemegn og tiden i den kristne skole.
Med Årene fik Annie Ernaux international anerkendelse, og hun har modtaget flere litterære hædersbevisninger. I den selvbiografiske roman starter forfatteren fra fotografier fra barndomsårene til nutid og præsenterer såvel sig selv som sine bekendte og samfundet på de pågældende tidspunkter og deres placering i historien.
I Mémoire de fille (da. Pigen fra '58) vender hun i erindringen tilbage til 1958 og det første sexuelle forhold til en mand.
Andre emner i forfatterskabet er hendes ægteskab (La Femme gelée), sexualitet og kærlighedsliv (Se perdre, L´Occupation), hendes ydre omgivelser (Journal du dehors, La Vie extérieure), erfaringer fra abort (L´Événement) og brystcancer (L'Usage de la photo).

## Forfatterskab
- Les Armoires vides (1974)
- La Place (1983), da. Min far i Min far & Kvinden (2020), overs. Hans Peter Lund
- Une femme (1988), da. Kvinden i Min far & Kvinden (2020), overs. Hans Peter Lund
- Passion simple (1991), da. Simpel lidenskab (2020), overs. Niels Lyngsø
- Journal du dehors (1993)
- Je ne suis pas sortie de ma nuit (1996)
- La Honte (1997)
- L’Événement (2000), da. Hændelsen (2021), overs. Niels Lyngsø
- La Vie extérieure (2000)
- Se perdre (2001), da. Fortabe sig (2023), overs. Niels Lyngsø
- L’Occupation (2002)
- L’usage de la photo (2005)
- Les Années (2008), da. Årene (2021), overs. Lilian Munk Rösing og Birte Dahlgren
- Écrire la vie (2011)
- L’autre fille (2011)
- L’atelier noir (2011)
- L’écriture comme un couteau, entretien avec Frédéric-Yves Jeannet (2011)
- Retour à Yvetot (2013)
- Regarde les lumières mon amour (2014)
- Le vrai lieu, entretiens avec Michelle Porte (Det rette sted, interviews med Michelle Porte, 2014)
- Mémoire de fille (2016), da. Pigen fra '58 (2021), overs. Lilian Munk Rösing og Birte Dahlgren
- Le jeune homme (2022)[20]

## Priser og hædersbevisninger
- 1977 - Prix d'Honneur du roman, Ce qu'ils disent ou rien
- 1984 - Prix Maillé-Latour-Landry de l’Académie française, La Place
- 1984 - Prix Renaudot, La Place
- 2008 - Prix Marguerite-Duras, Les Années
- 2008 - Prix François Mauriac de la Région Aquitaine, Les Années
- 2008 - Prix de la langue française for sit samlede forfatterskab
- 2014 - Æresdoktor ved l’Université de Cergy-Pontoise
- 2016 - Prix Strega européen 2016, Les Années
- 2017 - Prix Marguerite-Yourcenar 2017, for sit samlede forfatterskab
- 2018 - Premio Ernest Hemingway di Lignano Sabbiadoro for sit samlede forfatterskab
- 2019 - Premio Gregor von Rezzori 2019, Une femme
- 2019 - Prix Formentor
- 2019 - Prix de l'Académie de Berlin
- 2022 - Nobelprisen i litteratur